# BTU
La British thermal unit («unidad térmica británica»; símbolo: BTU) es una unidad de calor utilizada principalmente en equipos de aire acondicionado. Se usa en los Estados Unidos, aunque ocasionalmente también se puede encontrar en documentación o equipos de origen británico o en Iberoamérica. En la mayor parte de los ámbitos técnicos y la física, ha sido sustituida por el julio, que es la unidad correspondiente en el Sistema Internacional de Unidades.
Una BTU es, aproximadamente, el calor necesario para elevar 1 °F la temperatura de 1 lb de agua líquida a una presión constante de 1 atmósfera. Actualmente, las variantes de BTU están definidas en calorías, en cuyo caso comparten la ambigüedad de esta unidad obsoleta, o bien en julios. Una vez elegida la variante de caloría, se puede calcular el valor correspondiente a 1 BTU mediante las conversiones °F = (5/9) °C y 1 lb = 453,592 37 g; de forma que 1 BTU = (453,592 37 × 5/9) cal = 251,995 761 cal ≈ 252 cal.
| Unidad (según NIST)                                                          | Conversión a SI (aproximada) |
| ---------------------------------------------------------------------------- | ---------------------------- |
| BTU basada en la Tabla Internacional sobre las Propiedades del Vapor (BTUIT) | 1 055,056 J                  |
| BTU basada en la caloría termoquímica (BTUth)                                | 1 054,350 J                  |
| Unidades relacionadas                                                        |                              |
| BTUIT/h                                                                      | 0,293 071 1 W                |
| BTUth/h                                                                      | 0,292 875 1 W                |